# Virreyes (Argentina)
Virreyes es una localidad argentina del partido de San Fernando, en el área metropolitana de Buenos Aires. Se encuentra en la zona centro-este de San Fernando y forma parte integral del y se conecta con la Autopista Acceso a Tigre.

## Accesos ferroviarios
Lo atraviesa la línea Mitre del ferrocarril Trenes Argentinos Operaciones con sus tres ramales:
- Bancalari, que termina su recorrido en la estación Zárate.
- Ramal C, con cuatro estaciones: Victoria, Virreyes, San Fernando y Carupá; con el recorrido Estación Retiro (en la ciudad de Buenos Aires) - Tigre. Este ramal se bifurca a la altura de la estación Victoria, y nace un recorrido que finaliza en la ciudad de Capilla del Señor.
- Tren de la costa, que empieza su recorrido en Tigre y finaliza en Vicente Lopez

## Límites de la localidad
Virreyes está delimitada por las siguientes calles:
- Virreyes Centro: Miguel Cané (norte), Pasteur (sur), Mansilla (este) y Acceso Norte (oeste);
- Virreyes Oeste: Maipú (norte), Pasteur, Malvinas Argentinas y Roberto Payró (sur), Acceso Norte (este), y Av. Hipólito Yrigoyen y río Reconquista (oeste).

## Historia

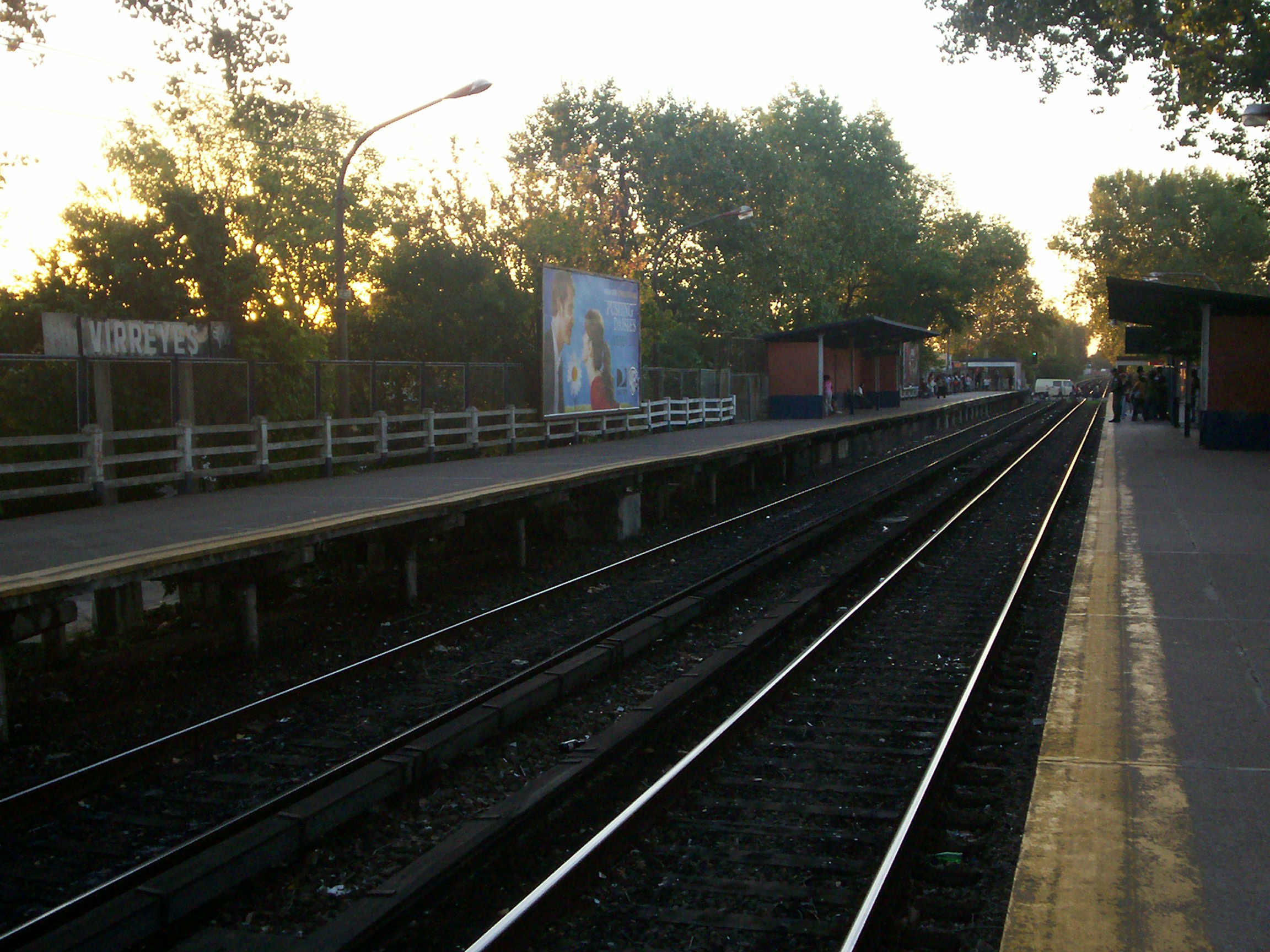
Estación Virreyes del FFCC Mitre.

- Estación Virreyes del FFCC Mitre.15 de abril de 1932, se inauguró el apeadero: sector de vías donde las formaciones se detenían para dejar o recoger pasajeros, sin la comodidad de una Estación (en el mismo lugar se emplaza la Estación Virreyes). Los vecinos, vivían en la "Villa Piñeyro", en los alrededores de la ahora estación.
- Años cuarenta: llegan numerosas familias del interior, de Buenos Aires, y de Europa.
- Años cincuenta: Virreyes se fue poblando totalmente. Se crea la Sociedad de Fomento Virreyes, para pavimentación y electrificación. Aparece el transporte público local, circula la Línea de Colectivos Empresa Ciudad de San Fernando, que posee las líneas 710 y 371).[cita requerida]

## Parroquias de la Iglesia católica en Virreyes
| Diócesis   | San Isidro                                                      |
| ---------- | --------------------------------------------------------------- |
| Parroquias | Nuestra Señora de Itatí, San Pablo, Santa Teresa del Niño Jesús |

## Medios de Comunicación locales
Actualmente el sitio web www.quepasaweb.com.ar ofrece información detallada y actualizada sobre todo lo referido a Virreyes y otros barrios de Zona Norte. Incluye noticias actuales y estado de tráfico y cortes de calles.